# Truly (canción de Lionel Richie)
«Truly» (en español: «De verdad») es el título de una balada escrita e interpretada por el cantautor estadounidense Lionel Richie, incluída en su álbum debut de estudio homónimo en solitario, Lionel Richie (1982). La canción fue producida por Richie junto a James Anthony Carmichael. La empresa discográfica Motown Records la lanzó el 30 de agosto de 1982 como el sencillo principal del álbum.
En los Estados Unidos, "Truly" debutó en el Billboard Hot 100 el 9 de octubre de 1982 y subió al número 1 entre el 27 de noviembre y el 10 de diciembre de 1982. También pasó cuatro semanas en el número 1 en la lista Billboard Adult Contermporary y registró nueve semanas en el número 2 en la lista Hot Black Singles. Llegó al número 1 de la RPM Top Singles en Canadá y al 4 en Irlanda. Además, "Truly" alcanzó el número 6 en UK Singles Chart del Reino Unidoo.
La canción ganó un Premio Grammy en la edición de 1983 en la categoría de Mejor Interpretación Vocal Pop Masculina.

## Lista de canciones
sencillo 7"
1. "Truly"
2. "Just Put Some Love in Your Heart"

## Posicionamiento en listas
| Listat (1982-1983)                     | Máxima posición |
| -------------------------------------- | --------------- |
| Australia (Kent Music Report)          | 7               |
| Canadá (RPM Top Singles)               | 1               |
| Canadá (RPM Adult Contemporary)        | 6               |
| Estados Unidos (Billboard Hot 100)     | 1               |
| Estados Unidos (Adult Contemporary)    | 1               |
| Estados Unidos (Hot R&B/Hip-Hop Songs) | 2               |
| Finlandia (Official Finnish Charts)    | 16              |
| Irlanda (IRMA)                         | 4               |
| Nueva Zelanda (Recorded Music NZ)      | 21              |
| Reino Unido (Official Charts Company)  | 6               |
| Sudáfrica (Springbok)                  | 9               |

### Sucesión en las listas
| Predecesor: «Up Where We Belong» de Joe Cocker & Jennifer Warnes | U.S. Billboard Hot 100 — Sencillo N°. 1 27 de noviembre de 1982 - 10 de diciembre de 1982 | Sucesor: «Mickey» de Toni Basil |

| Predecesor: «Gloria» de Laura Branigan | U.S. Cash Box Top 100 — Sencillo N°. 1 4 de diciembre de 1982 - 17 de diciembre de 1982 | Sucesor: «Maneater» de Hall & Oates |

| Predecesor: «Heartlight» de Neil Diamond | U.S. Billboard Hot Adult Contemporary Tracks — Sencillo N°. 1 20 de noviembre de 1982 - 17 de diciembre de 1982 | Sucesor: «Heartbreaker» de Dionne Warwick |

| Predecesor: «Dirty Laundry» de Don Henley | Canada RPM Canadian Top Singles — Sencillo N°. 1 18 de diciembre de 1982 - 24 de diciembre de 1982 | Sucesor: «Mickey» de Toni Basil |

## Versión de Steven Houghton
El cantante y actor británico Steven Houghton lanzó una versión de "Truly" en marzo de 1998 que alcanzó el top 30 de la UK Singles Chart de Reino Unido. La canción fue interpretada en el final de la temporada 10 de la serie London's Burning, que Houghton protagonizó. 

### Lista de canciones
CD sencillo
1. "Truly" – 3:20
2. "Wind Beneath My Wings" – 4:30

### Posicionamiento en listas
| Lista (1998)                   | Máxima posición |
| ------------------------------ | --------------- |
| Reino Unido (UK Singles Chart) | 23              |